# Cua de ventall de les Palau
El cua de ventall de les Palau (Rhipidura lepida) és un ocell de la família dels dicrúrids (Dicruridae).

## Hàbitat i distribució
Habita boscos i vegetació secundària a les illes Palau, des de Babeldaob cap al sud fins Peleliu.